# Amado Palacios
Amado Palacios (* 12. Februar 1941 in Mexiko-Stadt; † 9. Februar 2025) war ein mexikanischer Fußballspieler auf der Position des Torwarts. Seinen Spitznamen Tarzán erhielt er vom damaligen Trainer Jorge Marik bei Cruz Azul wegen seiner Sprungkraft.

## Leben
Seinen ersten Vertrag erhielt Palacios 1957 beim Club Necaxa, bei dem er aber nicht über die Rolle eines Reservisten hinauskam. Mit der Aussicht, in der ersten Liga zu spielen, nahm er das Angebot des Aufsteigers von 1964, Cruz Azul, aus der Kleinstadt Jasso im Bundesstaat Hidalgo, an.
Nach dem Gewinn des Meistertitels mit Cruz Azul in der Saison 1968/69 wechselte „Tarzán“ Palacios zum Hauptstadtverein América, mit dem er in der Saison 1970/71 einen weiteren Meistertitel und drei Jahre später die Copa México gewann. Während seiner Zeit bei den Americanistas schaffte er auch den Sprung in die Nationalmannschaft und bestritt Ende November 1969 zwei Länderspiele gegen Jamaika (2:0) und Costa Rica (0:2) im Rahmen des CONCACAF-Nations-Cup 1969.
Zum Ende der Saison 1973/74 sollte Amado Palacios an die Tiburones Rojos Veracruz veräußert werden. Er hatte bereits sein Quartier in der Hafenstadt Veracruz bezogen, als es zu Unstimmigkeiten zwischen beiden Vereinen kam, die dazu führten, dass Palacios in der Saison 1974/75 überhaupt nicht eingesetzt werden durfte.
Die Saison 1975/76 verbrachte er in Diensten von Atlético Potosino und anschließend beendete er seine aktive Laufbahn bei den Cañeros de Zacatepec.
Nach seiner Karriere als Fußballer eröffnete er eine Konditorei in Mexiko-Stadt.

## Erfolge
- Mexikanischer Meister: 1969, 1971
- Mexikanischer Pokalsieger: 1974